# Thierry Baudet
Pour les articles homonymes, voir Baudet.
Ne doit pas être confondu avec Thierry Beaudet.
Thierry Baudet, né le 28 janvier 1983 à Heemstede, est un homme politique néerlandais.
Connu pour son opposition à l'Union européenne et ses prises de position nationalistes, complotistes et pro-Vladimir Poutine, il est élu représentant à la Seconde Chambre des États généraux aux élections législatives de 2017, avec le parti Forum pour la démocratie (FvD), qu'il fonde l'année précédente et dirige depuis.

## Biographie
Thierry Baudet naît le 28 janvier 1983 à Heemstede. Il est d'origine wallonne (province de Hainaut) et indonésienne.
Il obtient un baccalauréat en histoire de l'université d'Amsterdam, et passe en 2012 un doctorat en philosophie du droit à l'université de Leyde, pour sa thèse sur l'identité nationale, l'intégration européenne et le multiculturalisme.
Il devient membre du Parlement après les élections législatives de 2017, sous les couleurs du parti qu'il fonde en 2016, le Forum pour la démocratie (FvD). Le parti, qui, entre autres, milite pour plus de démocratie directe, via notamment l'emploi d'un référendum au résultat contraignant, gagne deux sièges, avec environ 187 000 voix, ce qui permet également à l'avocat Theo Hiddema d'entrer à la Seconde Chambre.
En 2019, Baudet obtient son premier résultat politique important, lorsque son parti remporte les élections provinciales, et par conséquent les élections sénatoriales; le gouvernement de centre droit du Premier ministre, Mark Rutte perd sa majorité au Sénat. Le FvD devient la première formation politique à la chambre haute avec 12 sièges.
Le 23 novembre 2020, à la suite de révélations du journal Het Parool concernant des propos néonazis et antisémites tenus par des membres du mouvement de jeunesse du Forum pour la démocratie, Thierry Baudet démissionne de ses fonctions au sein du parti. Le 4 décembre cependant, il annonce qu'à l'issue d'un référendum interne au parti, 76 % des membres ont voté pour son maintien à la présidence. À la suite de ce résultat, les trois députés européens FvD quittent le parti ainsi qu'un grand nombre de sénateurs et députés provinciaux.
Il est suspendu huit jours du Parlement, en octobre 2022, pour avoir refusé de déclarer ses revenus et ses fonctions annexes, notamment celle d'éditeur.
Invité par le Katholiek Vlaams Hoogstudentenverbond à donner une conférence à l'université de Gand, il est agressé avant le début de celle-ci par un homme scandant des slogans contre le fascisme et Vladimir Poutine. La conférence s'est tout de même tenue,.

## Prises de position
Selon Le Point, contrairement à son rival Geert Wilders, Thierry Baudet n'utilise pas de rhétorique anti-islamiste. Thierry Baudet prend notamment position contre la politique migratoire des gouvernements de centre droit de Mark Rutte, qu'il taxe de « naïve »,. D'après Foreign Policy, il est hostile au métissage. Il prétend qu'il y a des différences de quotient intellectuel entre les « races ».
Au printemps 2018, il dépose une proposition de loi sur la protection des valeurs néerlandaises (loi sur BNW),,. Il est favorable à la sortie des Pays-Bas de l'Union européenne et se montre climatosceptique.
Il qualifie en 2021 d’« illégitimes » les procès de Nuremberg contre les dirigeants du Troisième Reich, estimant que ceux-ci auraient dû être jugés en vertu des lois nationales ordinaires.
Le 17 octobre 2022, lors d'une interview accordée dans le podcast du site américain Geopolitics and Empire, il se revendique comme complotiste et pro-Poutine : « Je suis un théoricien du complot. Je crois que nous sommes gouvernés par une conspiration mondiale de reptiles maléfiques. Le seul qui s’y oppose, c’est Vladimir Poutine. Je suis un fan de Vladimir Poutine. Il est notre chevalier noir, notre héros. Je pense que Poutine va gagner. S’il gagne, ça voudrait dire la défaite du mouvement mondialiste et de l’empire américain. C’est pourquoi je trouve important de le dire. Je suis le seul à dire ouvertement que Poutine est un héros et qu’il doit gagner. Nous devons tout mettre en œuvre pour le supporter ». Il explique par la suite que les « reptiles » auxquels il faisait allusion devaient être compris comme une « métaphore ».
Il exprime des doutes quant à la responsabilité de la Russie dans l'accident du vol Malaysia Airlines 17, ayant fait plus de 200 morts de nationalité néerlandaise.
Il soutient Donald Trump. Dans un de ses discours, il emprunte à Jean-Marie Le Pen l'expression d'« Europe boréale ».
Il apparaît aux côtés de Jared Taylor, militant politique américain ouvertement racialiste, du nationaliste blanc britannique Milo Yiannopoulos, de l'homme politique britannique Boris Johnson et du philosophe britannique Roger Scruton.
Tandis qu'il s'affichait précédemment comme un fervent soutien d'Israël et s'étant exprimé en faveur d'une position neutre concernant les politiques d'annexion menées en Palestine et pour le déplacement de l'ambassade des Pays-Bas en Israël de Tel Aviv à Jérusalem, Thierry Baudet refuse de soutenir Israël dans la guerre à Gaza depuis 2023,.

## Ouvrages

### Livres
- (nl) Conservatieve vooruitgang, Bert Bakker, 2010 (ISBN 978-90-351-3563-5)
- (nl) De aanval op de natiestaat, Bert Bakker, 2012, 240 p. (ISBN 978-90-351-3753-0)
  - Traduit en anglais sous le titre « The Attack on the Nation State », 2012
    - Thierry Baudet (trad. du néerlandais de Belgique par Julien Funnaro, préf. Pascal Bruckner), Indispensables Frontières : Pourquoi le supranationalisme et le multiculturalisme détruisent la démocratie, Paris, éditions du Toucan, 25 mars 2015, 582 p., 22 cm (ISBN 978-2-8100-0624-3, BNF 44382163) La notice de personne du traducteur[20] confirme la traduction faite depuis l'anglais après une traduction du néerlandais. Texte remanié d'une thèse de doctorat en droit.
- (nl) Oikofobie, de angst voor het eigene, Prometheus-Bert Bakker, 2013
- (nl) Voorwaardelijke liefde van mijn ouders, Prometheus, 2014, 240 p. (ISBN 978-90-446-2681-0)

### Article en français
- Thierry Baudet, « Attentats, réagir avant le point de non-retour » [archive du 12 décembre 2015], sur valeursactuelles.com, Valeurs actuelles, 7 décembre 2015 (consulté le 22 avril 2024)